# Gröstorp
Gröstorp is een plaats in de gemeente Simrishamn in het landschap Skåne en de provincie Skåne län in Zweden. Het heeft een inwoneraantal van 190 (2005) en een oppervlakte van 18 hectare. Gröstorp wordt grotendeels omringd door akkers en langs de plaats loopt de rivier de Tommarpsån. Er is onder andere een jeugdherberg in Gröstorp te vinden, ook liggen er zomerhuisjes. De plaats Simrishamn ligt slechts anderhalf kilometer ten oosten van het dorp.